# Майдан (Івано-Франківський район)
Майда́н — село Івано-Франківського району Івано-Франківської області. Входить до складу Ямницької сільської громади. 

## Географія
У селі потік Білковата впадає у річку Луквицю.

## Історія
Історія села Майдан тісно пов'язана з історією виникнення міста Станіслава (з 1962 року Івано-Франківськ). В другій половині XVII ст. після чергового нападу на Прикарпаття турецько-татарських військ було зруйновано багато міст і фортець, у тому числі і замок в місті Галичі, що належав польському магнатові Андрію Потоцькому. Галицький замок, руїни якого збереглися по сьогоднішній день, був настільки знищений, що Потоцький вирішив побудувати новий.  Будівництво міста потребувало великої кількості деревини. А навколо росли дрімучі ліси, велетенські дуби, смереки, ялини, що використовувались на спорудження будівель. Вирубка лісу зростала також і з виробництвом деревного вугілля, дьогтю, селітри, поташу. Місця, на яких виникали підприємства з виробництва даної продукції і поселення виробників, були звільнені від лісу і називалися майданами. Слово «майдан» тюркського походження і в перекладі на українську мову означає: підвищення, відкрита місцевість, площа. В даному випадку «майдан» — лісова галявина, де виникали підприємства та поселення людей, що обслуговували їх. 1650 року поселення Майдан з'являється на карті французького картографа Боплана. Згодом, 1770 року згадується як таке, що належало до Калуського староства Руського воєводства Галицької землі, а з 1854 року віднесено до Станіславського повіту Станіславського окружного суду.
Дещо пізніше, поруч з селом Майдан виникають нові поселення під назвою Гута. Гута — це склодувна майстерня, де виробляли гутне скло та вироби з нього. Поселення під назвами Нова Гута й Стара Гута, які зараз входять до складу Майданської сільської ради, згадуються в «Йосифинській» та «Францисканській» метриках за 1785—1820 роки. Звідки дізнаємось, що Стара Гута заснована в 1758 році, а Нова Гута — в 1767 році. Ці поселення спочатку були невеликими, в 1832 році обидва села налічували лишень 251 житель. В 1866 році в Старій Гуті вже нараховувалось 188 жителів, а в Новій — 93. Проте з часом все змінилося — Нова Гута почала підноситись, а Стара Гута занепадати. Це було пов'язано з будівництвом залізниці Станіслав — Стрий в 1875 році й розширенням лісорозробок. Залізнична колія прокладалась по складній місцевості, порізаній річками та лісовими потоками. З одного боку села збудований пристанок Майдан, а з іншого — станція Ценжів, при якій розрослося однойменне поселення.
23 жовтня 1940 р. указом Президії Верховної Ради УРСР Майданська сільська рада передана з Галицького району до Станіславського району.
7 червня 1946 року указом Президії Верховної Ради УРСР хутір Ценжів Майданської сільради Станіславського району перейменовано на хутір Тяжів.
В 1950 році селян зганяли в колгоспи, у яких люди працювали за трудодні, що ніким не оплачувалися. На початку 1960-х років села Нова Гута, Стара Гута і Майдан приєднали до Павлівського колгоспу «Нове життя», який через деякий час був перейменований у колгосп «Дружба».
Мало чим змінилося становище і в 1990-х. Хоч колгоспи ліквідовані і населення одержало земельні ділянки, більшість не вміє і не може господарювати по-новому. Дідівські методи обробітку землі дають мізерні доходи селянам.
Розвиток села почав набирати обертів на початку 2000-х р. Створено більше двадцяти приватних підприємств, які активно працюють і розвиваються, і завдяки яким бюджет сільської ради складає близько 2,5 млн грн. На даний час нараховується 573 господарств, у яких проживає 1277 жителів, (в Майдані відповідно — 508 і 1098, а в Новій Гуті — 65 і 179). Село займає площу 3032 га, у тому числі 2005 га — ліси.
Село газифіковано. Після 20-річної перерви на весні 2015 року створено футбольну команду ФК «Майдан». Побудовано стадіон та роздягальню для футболістів, змонтоване  вуличне освітлення. Приміщення старої школи, яке було зведено ще в 1901 році, реконструйоване, і тепер тут розміщено виконавчий комітет сільської ради, ФАП, бібліотеку, відділення зв'язку, також виділено приміщення для репетицій жіночого вокального колективу клубу с. Майдан.

## Населення

### Мова
Розподіл населення за рідною мовою за даними перепису 2001 року:
| Мова            | Кількість | Відсоток |
| --------------- | --------- | -------- |
| українська      | 1096      | 98.12%   |
| російська       | 12        | 1.07%    |
| циганська       | 8         | 0.72%    |
| інші/не вказали | 1         | 0.09%    |
| Усього          | 1117      | 100%     |

## Соціальна сфера
Школа, ФАП, залізничний пристанок Майдан.

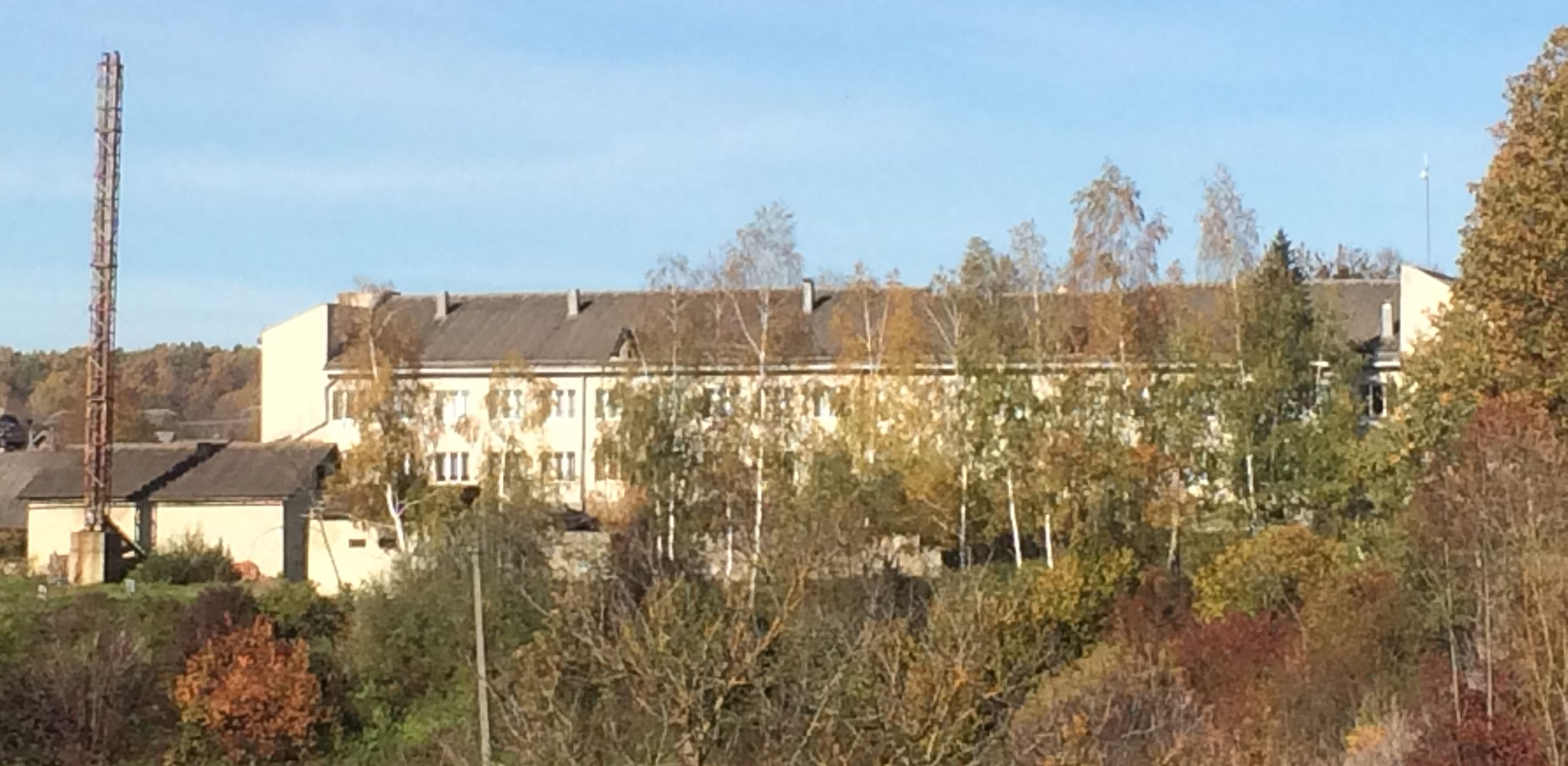
Школа
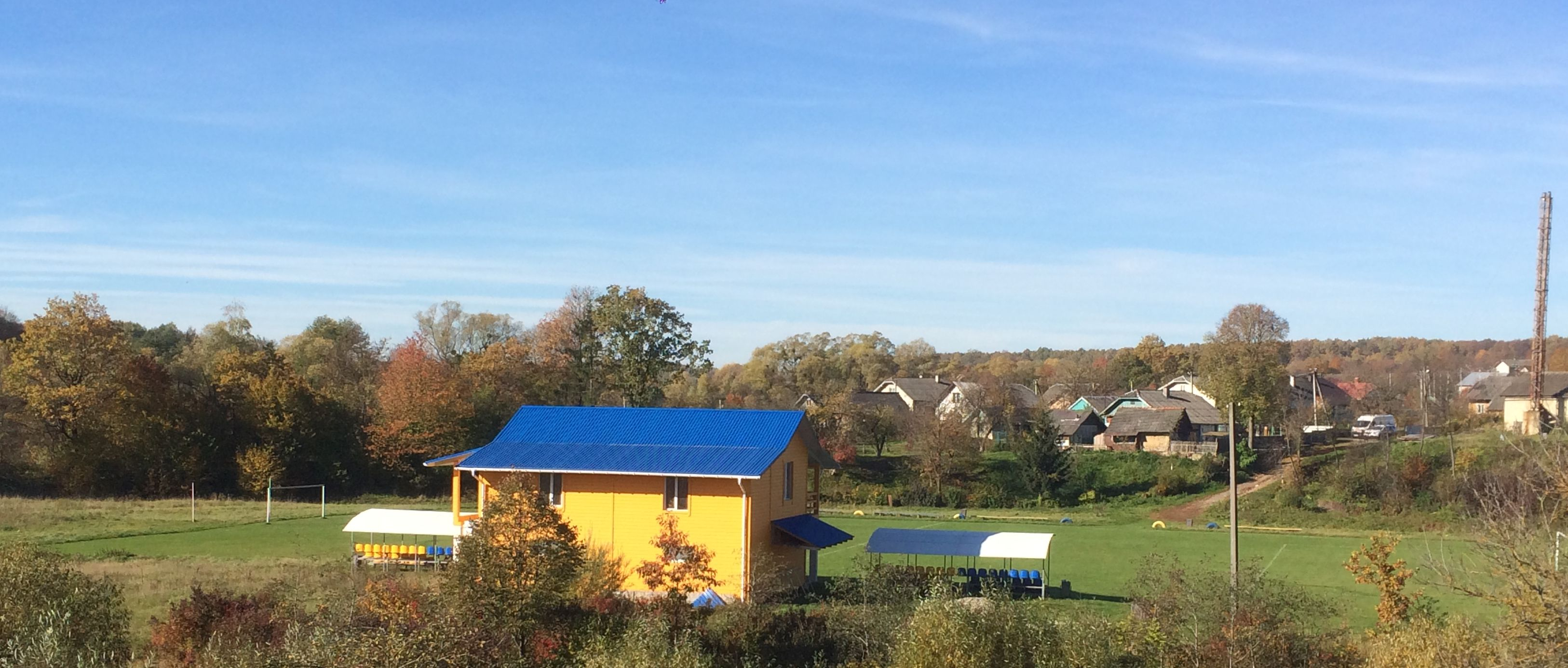
Стадіон
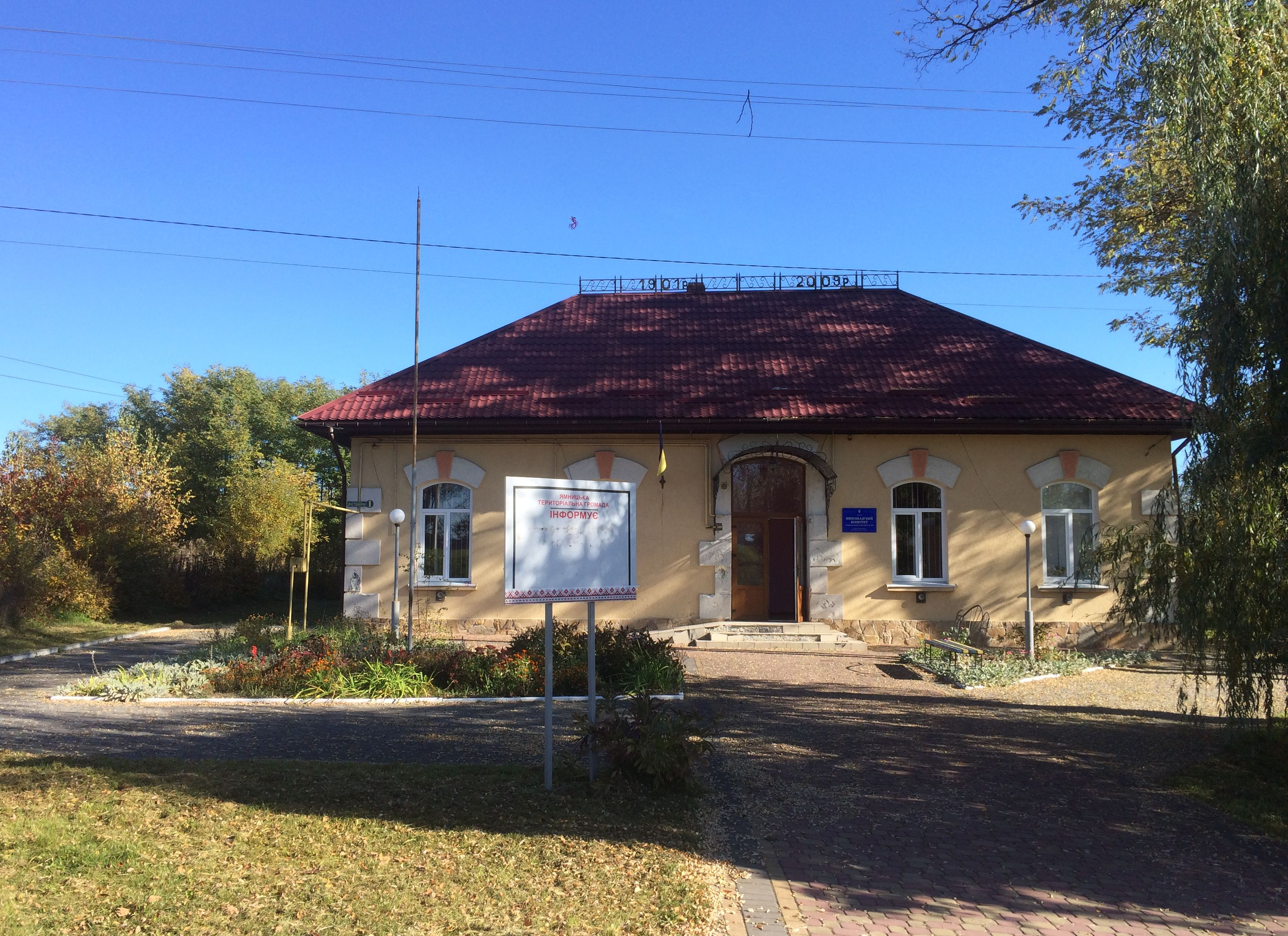
Сільрада
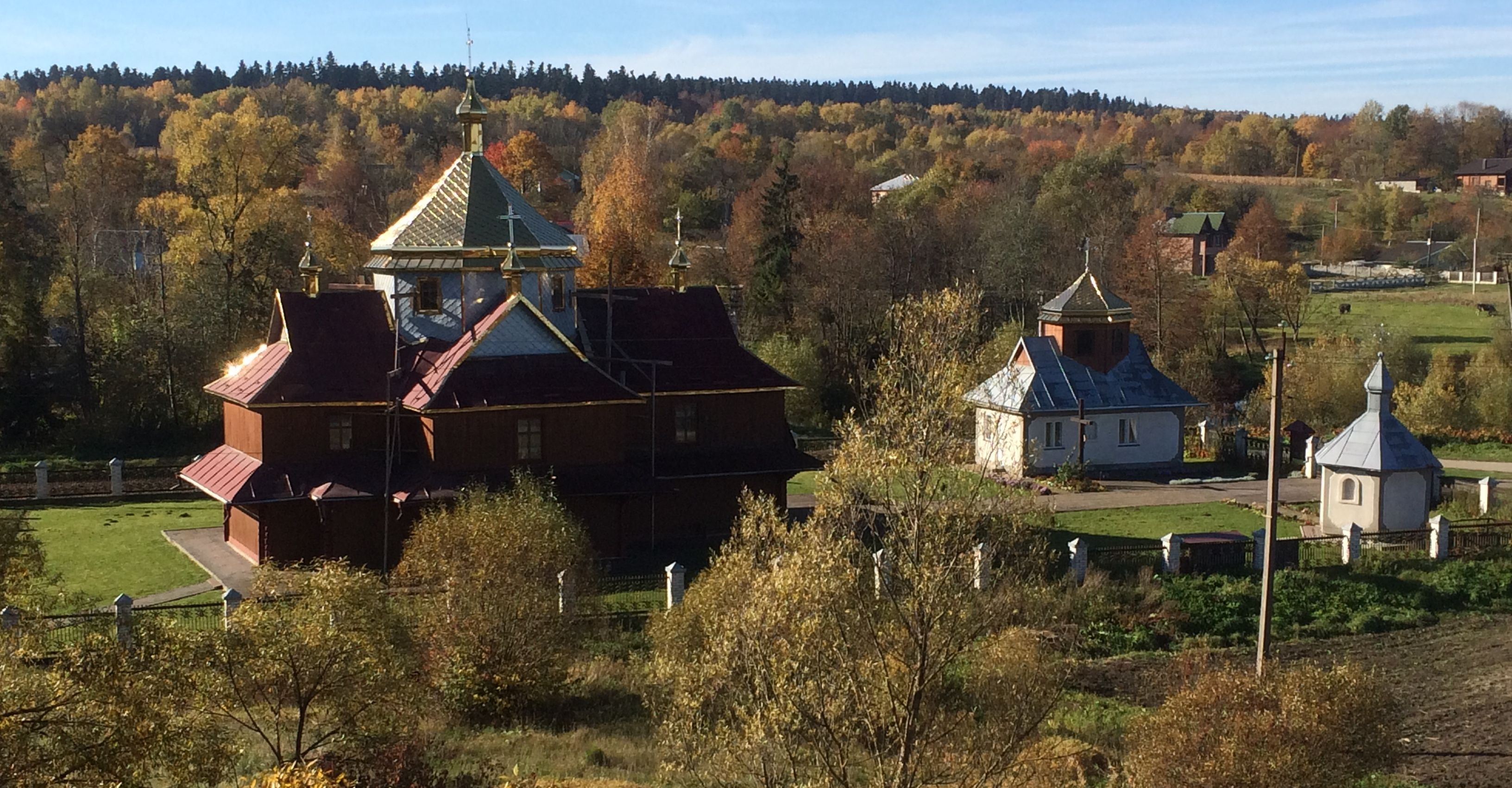
Церква Св. Арх. Михайла 1945
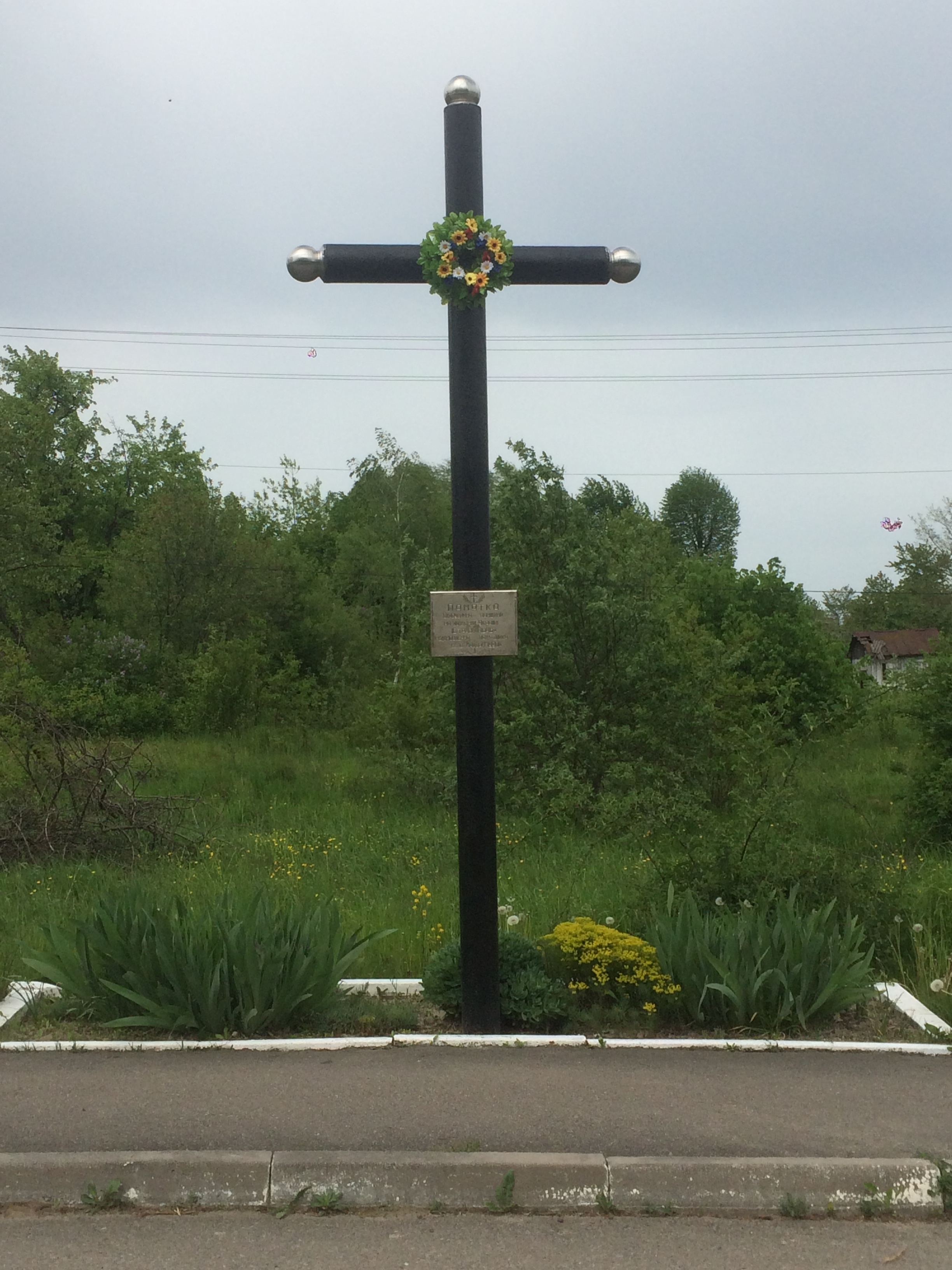
Хрест знесення панщини
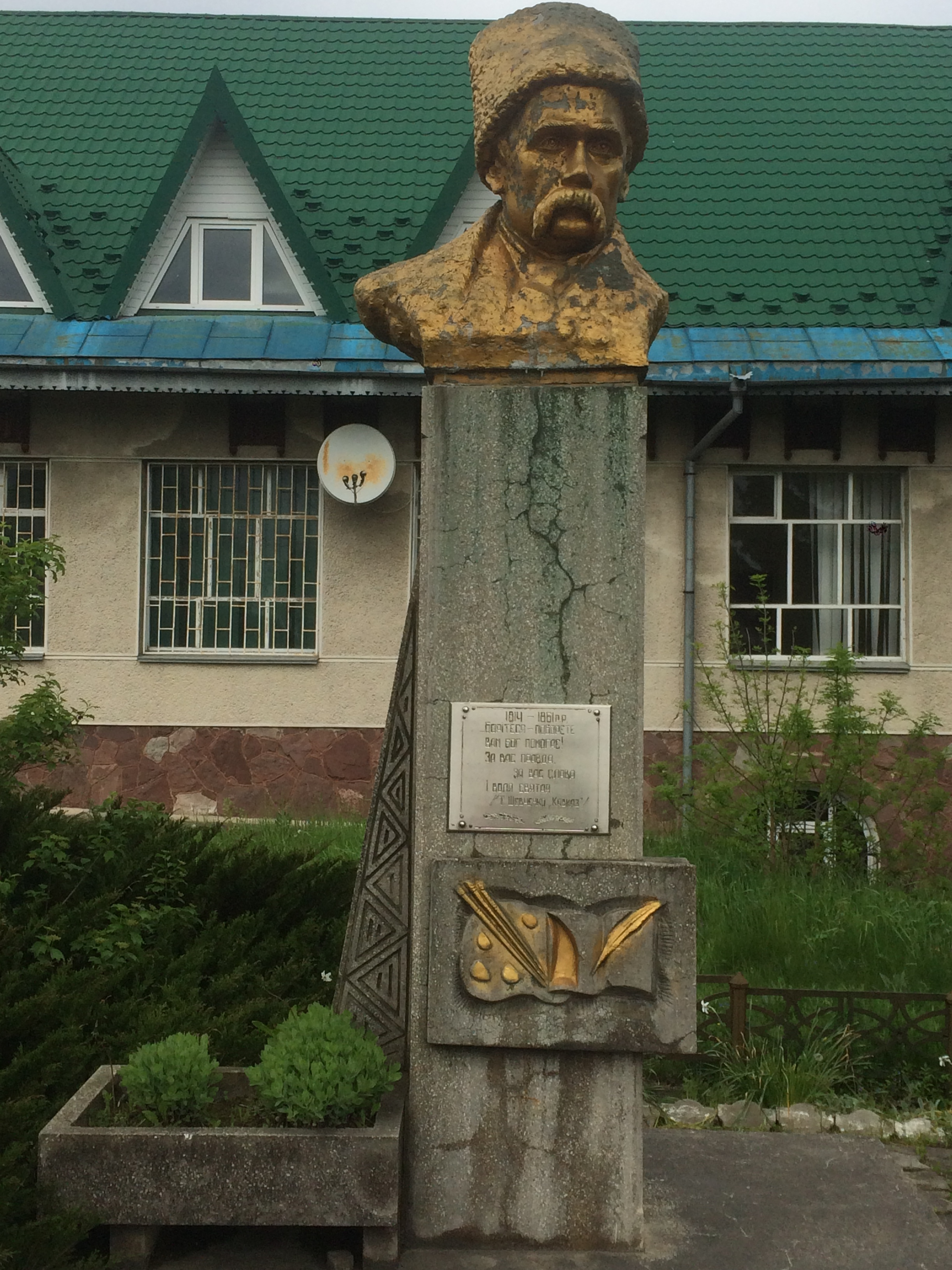
Пам'ятник Т. Г. Шевченку
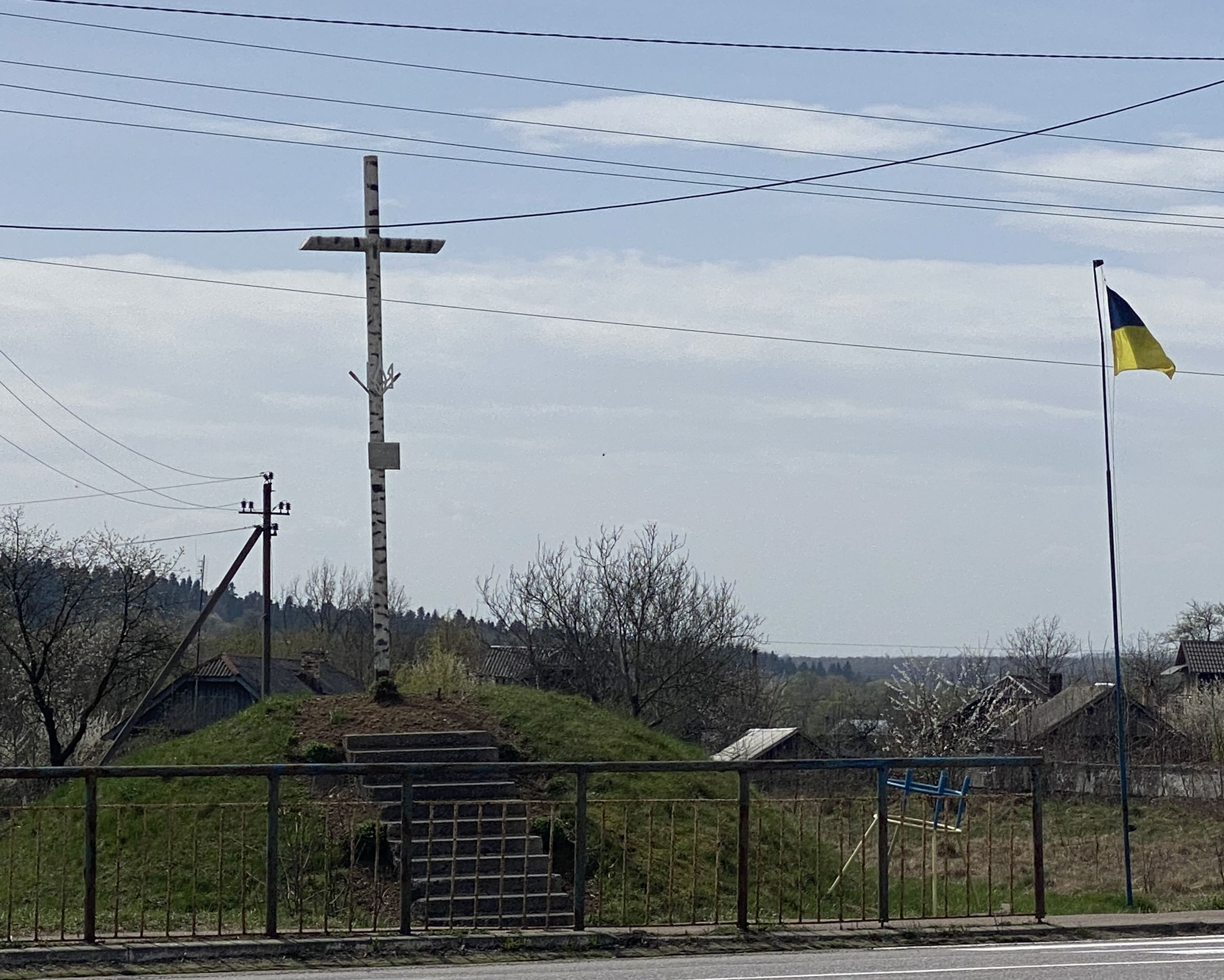
Символічна могила Борцям за Волю України

## Відомі люди
- Тимчук Михайло Петрович (* 1981) — сучасний український художник.
- Шпек Роман Васильович — український державний діяч.
- Шуляр Андрій Михайлович — український архітектор.
- похований Котецький Костянтин — інженер-хімік, хорунжий УСС, один з найліпших тогочасних нафтовиків.